# Flipside Tactics
Flipside Tactics (стилізована під FlipSid3 Tactics) була кіберспортивною організацією, що базується в Сполучених Штатах. У Flipside були команди, які змагалися в Counter-Strike: Global Offensive, Halo, CrossFire, файтингах, StarCraft II, iRacing, Tom Clancy's Rainbow Six Siege, Rocket League і Dota 2. Співвласником команди був колишній професійний футболіст Рікі Лампкін.

## Counter Strike
Команда мала Counter-Strike: Global Offensive в Україні. Раніше вони приймали три шведські команди, а також команду південноафриканської академії.

## Склад команди
| Країна         | Нік            | Повне ім'я          |
| Основний склад | Основний склад | Основний склад      |
| -------------- | -------------- | ------------------- |
| Україна        | B1ad3          | Андрій Городеньский |
| Росія          | WorldEdit      | Георгій Яскін       |
| Україна        | markeloff      | Єгор Маркелов       |
| Росія          | wayLander      | Ян Петер Рахконен   |
| Білорусь       | lollipop21k    | Ігор Солодков       |

## Турнірні результати
Bold denotes a CS: GO Major
- 9–12th — DreamHack Winter 2014
- 13–16th — ESL One Katowice 2015
- 1st — CIS Championship Voronezh[джерело?]
- 9–12th — ESL One Cologne 2015
- 3rd-4th — Electronic Sports World Cup 2015
- 13–16th — DreamHack Open Cluj-Napoca 2015
- 13–16th — MLG Major Championship: Columbus
- 5-8th — ESL One Cologne 2016
- 11-14th — ELEAGUE Season 1
- 5-8th — StarLadder i-League StarSeries Season 2[джерело?]
- 5-6th — DreamHack Winter 2016[2]
- 1st — DreamHack Leipzig 2017[3]
- 15-16th — ELEAGUE Major 2017[4]
- 9-11th — PGL 2017 Kraków Major Championship[5]